# John Oates
John William Oates (ur. 7 kwietnia 1948 w Nowym Jorku) – amerykański muzyk, najbardziej znany jako członek duetu rockowo-soulowego Hall & Oates razem z Darylem Hallem. Wykonywał muzykę rock, R&B i soul i w duecie pełnił rolę gitarzysty, wokalisty, autora tekstów i producenta muzycznego.

## Dyskografia

### Albumy studyjne
- Phunk Shui (2002)
- 1000 Miles of Life (2008)
- Mississippi Mile (2011)
- Good Road to Follow (2014)
- Arkansas (2018)

### Albumy live
- Live at the Historic Wheeler Opera House (2004)
- John Oates Solo – The Album, The Concert (2006)
- The Bluesville Sessions (2012)
- Live in Nashville (2020)